# Kisra
Kisra (scritto anche kissra) è un popolare pane fermentato prodotto in Ciad, Sudan e il Sudan del Sud, fatto con la dura o il grano. Esistono due diverse forme di kisra: sfoglie sottili cotte, note come kisra rhaheeefa, simili all'enjera e un porridge conosciuto come kisra aseeda o aceda. Quest'ultimo è solitamente abbinato ad uno stufato di carne e verdure, come il mullah.
A partire dal 1995, l'allora paese indiviso del Sudan consumava annualmente per kisra tra 18.000 e 27.000 tonnellate di farina di sorgo.